# كواكو أنانسي (فلم)
كواكو أنانسي (بالإنجليزية: Kwaku Ananse)، هُو فيلم قصير غاني صدر سنة 2013 وأخرجته أكوسوا أدوما أوسو.

## وصلات خارجية
- كواكو أنانسي على موقع IMDb (الإنجليزية)
- كواكو أنانسي على موقع روتن توميتوز (الإنجليزية)
- كواكو أنانسي على موقع فيلمافينيتي (الإسبانية)
- كواكو أنانسي على موقع قاعدة بيانات الفيلم (الإنجليزية)
- كواكو أنانسي على موقع ليتربوكسد (الإنجليزية)
- كواكو أنانسي على موقع كينوبويسك (الروسية)